# Chelanops occultus
Chelanops occultus är en spindeldjursart som beskrevs av Beier 1964. Chelanops occultus ingår i släktet Chelanops och familjen blindklokrypare. Inga underarter finns listade i Catalogue of Life.